# Жалагаський район
Жалага́ський район (каз. Жалағаш ауданы, рос. Жалагашский район) — адміністративна одиниця у складі Кизилординської області Казахстану. Адміністративний центр — село Жалагаш.

## Історія
Утворений 17 жовтня 1939 року.

## Населення
Населення — 35483 особи (2021; 35695 у 2009, 39553 у 1999, 39847 у 1989).
Національний склад (станом на 2016 рік):
- казахи — 36386 осіб (99,01 %)
- чеченці — 133 особи
- росіяни — 106 осіб
- корейці — 88 осіб
- башкири — 7 осіб
- киргизи — 6 осіб
- українці — 4 особи
- уйгури — 3 особи
- узбеки — 3 особи
- татари — 2 особи
- німці — 2 особи
- білоруси — 2 особи
- турки — 1 особа
- інші — 7 осіб

## Склад
До складу району входять 15 сільських округів:
| Поселення                             | Площа, км² | Населення, осіб (1989) | Населення, осіб (1999) | Населення, осіб (2009) | Населення, осіб (2021) | Центр                 | Населені пункти |
| ------------------------------------- | ---------- | ---------------------- | ---------------------- | ---------------------- | ---------------------- | --------------------- | --------------- |
| Аккирський сільський округ            | 1225,93    | 2130                   | 1386                   | 1113                   | 1062                   | Аккир                 | 1               |
| Аккумський сільський округ            | 165,55     | 2166                   | 2200                   | 2158                   | 1961                   | Аккум                 | 1               |
| Аксуський сільський округ             | 285,26     | 1507                   | 1673                   | 1276                   | 1676                   | Аксу                  | 1               |
| Аламесецький сільський округ          | 110,40     | 2130                   | 2705                   | 2295                   | 1874                   | Єсет-батир            | 1               |
| Єнбецький сільський округ             | 116,23     | 1757                   | 1994                   | 1979                   | 1470                   | Єнбек                 | 1               |
| Жалагаський сільський округ           | 21,00      | 12726                  | 14486                  | 13479                  | 15106                  | Жалагаш               | 1               |
| Жанадар'їнський сільський округ       | 12317,05   | 1599                   | 1018                   | 691                    | 546                    | Жанадар'я             | 1               |
| Жанаталапський сільський округ        | 136,90     | 2962                   | 875                    | 891                    | 817                    | Жанаталап             | 1               |
| імені Бухарбай-батира сільський округ | 288,47     | 2049                   | 2150                   | 1983                   | 2016                   | імені Бухарбай-батира | 1               |
| Каракеткенський сільський округ       | 13826,47   | 1974                   | 1741                   | 1656                   | 1520                   | Каракеткен            | 2               |
| Маденієтський сільський округ         | 117,18     | 4362                   | 2742                   | 2352                   | 1951                   | Маденієт              | 1               |
| Макпалкольський сільський округ       | 191,09     | 2053                   | 2275                   | 1921                   | 1883                   | Темірбек Жургенов     | 1               |
| Мирзабай-ахуна сільський округ        | 82,84      | -                      | 1412                   | 1344                   | 1283                   | Мирзабай-ахуна        | 1               |
| Танський сільський округ              | 232,42     | 1402                   | 1608                   | 1364                   | 1285                   | Тан                   | 2               |
| Шаменова сільський округ              | 192,05     | 1030                   | 1336                   | 1193                   | 1033                   | Шаменов               | 1               |

## Найбільші населені пункти
Населені пункти з чисельністю населення понад 1000 осіб:
| №  | Населений пункт       | Населення, осіб (1989) | Населення, осіб (1999) | Населення, осіб (2009) | Населення, осіб (2021) |
| -- | --------------------- | ---------------------- | ---------------------- | ---------------------- | ---------------------- |
| 1  | Жалагаш               | 12726                  | 14486                  | 13479                  | 15106                  |
| 2  | імені Бухарбай-батира | 2049                   | 2150                   | 1983                   | 2016                   |
| 3  | Аккум                 | 2166                   | 2200                   | 2158                   | 1961                   |
| 4  | Маденієт              | 3368                   | 2538                   | 2161                   | 1951                   |
| 5  | Темірбек Жургенов     | 1769                   | 2227                   | 1921                   | 1883                   |
| 6  | Єсет-Батир            | 2130                   | 2705                   | 2295                   | 1874                   |
| 7  | Аксу                  | 1507                   | 1673                   | 1276                   | 1676                   |
| 8  | Єнбек                 | 1757                   | 1994                   | 1979                   | 1470                   |
| 9  | Мирзабай-ахуна        | -                      | 1412                   | 1344                   | 1283                   |
| 10 | Тан                   | 1383                   | 1378                   | 1186                   | 1144                   |
| 11 | Каракеткен            | 1551                   | 1335                   | 1265                   | 1097                   |
| 12 | Аккир                 | 1245                   | 1386                   | 1113                   | 1062                   |
| 13 | Шаменов               | 1030                   | 1336                   | 1193                   | 1033                   |